# État stationnaire
Pour les articles homonymes, voir Stationnaire.
En physique, un procédé est dit à l'état stationnaire ou en régime stationnaire si les variables le décrivant ne varient pas avec le temps.
Mathématiquement un tel état se définit par:
{\displaystyle {\frac {\partial p}{\partial t}}=0},
quelle que soit {\displaystyle p} propriété du système (significative dans la présente perspective).
Un exemple de procédé stationnaire est un réacteur chimique dans une phase de production continue. Un tel système travaille à température, à concentrations (réactifs et produits) et à volume constants ; en revanche, la couleur ou la texture du milieu peuvent être non-significatives.